# De cirkel (roman)
De cirkel is een orwelliaanse roman uit 2013, geschreven door de Amerikaanse schrijver Dave Eggers. In november 2013 werd de Nederlandse vertaling uitgeroepen tot 'boek van de maand' van het actualiteitenprogramma De Wereld Draait Door.

## Samenvatting
De cirkel draait om de hoofdpersoon Mae Holland, die wordt aangenomen door haar vriendin Annie bij het fictieve internetbedrijf De cirkel, een combinatie van Google, Facebook en Twitter. Mae is een jonge vrouw die aan het begin van haar carrière staat. Ze heeft behoorlijk wat affectie nodig van mannen, zo flirt ze met personages als Francis, Mercer en met de mysterieuze persoon Kalden. Maes vader lijdt aan multiple sclerose en kampt met verzekeringsproblemen, waardoor hij financieel niet in staat is om een behandeling aan te gaan. Later in het verhaal speelt dit een belangrijke rol. 
Het bedrijf 'De cirkel' wil alles in de wereld deelbaar en openbaar maken, ze streven naar een monopolie op het vlak van internetgebruik en naar afschaffing van de privacy. In het verhaal zien we, door de ogen van Mae, hoe de 'De Cirkel' meer en meer macht krijgt over de volledige (privé-)wereld. Zo ontwikkelen ze programma's als 'SeeChange', 'PastPerfect' en  'SoulSearch' om informatie van hun klanten te kunnen krijgen. Het uiteindelijke doel van De cirkel is 'the completion': het rond maken van de cirkel, volledige kennis van elke burger hebben. 

## Filmbewerking
In 2017 werd een film gebaseerd op het boek uitgebracht, geregisseerd door James Ponsoldt. De hoofdrollen worden vertolkt door Emma Watson, Tom Hanks, John Boyega, Karen Gillan, Ellar Coltrane, Patton Oswalt, Glenne Headly en Bill Paxton.